# Sommerécourt
Sommerécourt ist eine französische Gemeinde im Département Haute-Marne in der Verwaltungsregion Grand Est. Sie gehört zum Arrondissement Chaumont und zum Kanton Poissons.

## Geografie
Die Gemeinde Sommerécourt liegt am Fluss Mouzon an der Grenze zum Département Vosges, 20 Kilometer westlich von Vittel. Nachbargemeinden sind Sartes im Norden, Outremécourt im Osten, Vaudrecourt im Süden und Bourmont-entre-Meuse-et-Mouzon im Westen.

## Bevölkerungsentwicklung
| Jahr                       | 1962 | 1968 | 1975 | 1982 | 1990 | 1999 | 2008 | 2020 |
| Einwohner                  | 126  | 119  | 108  | 99   | 91   | 76   | 84   | 82   |
| Quellen: Cassini und INSEE |      |      |      |      |      |      |      |      |

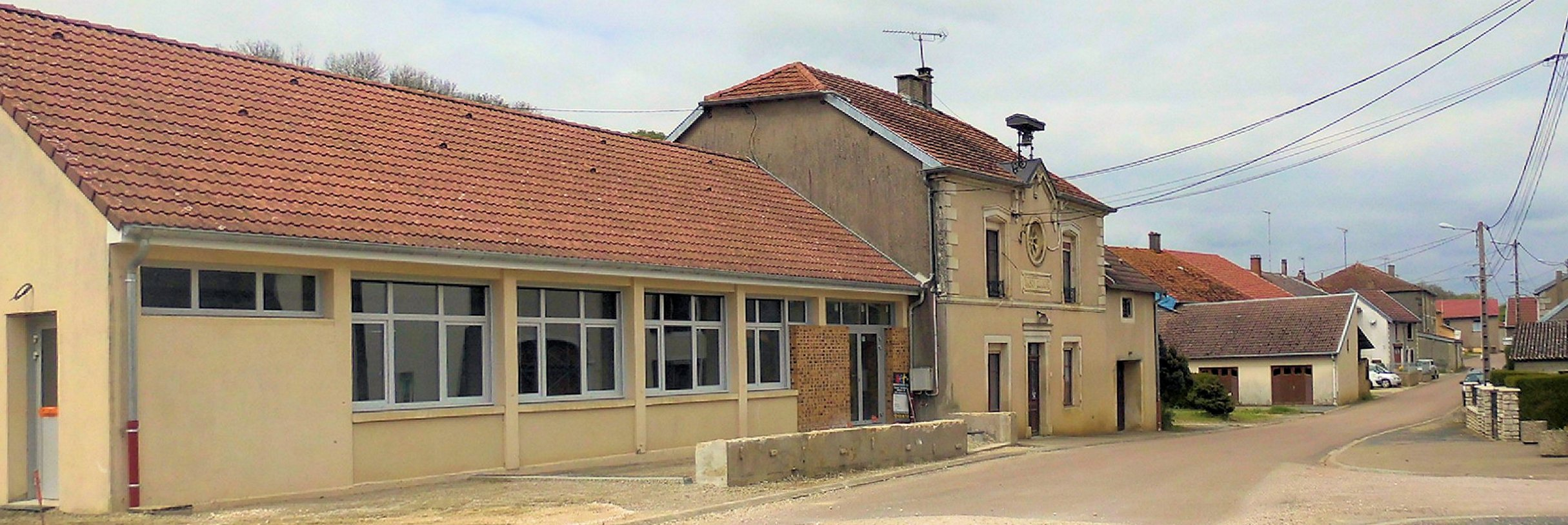
Rathaus (Maison commune)
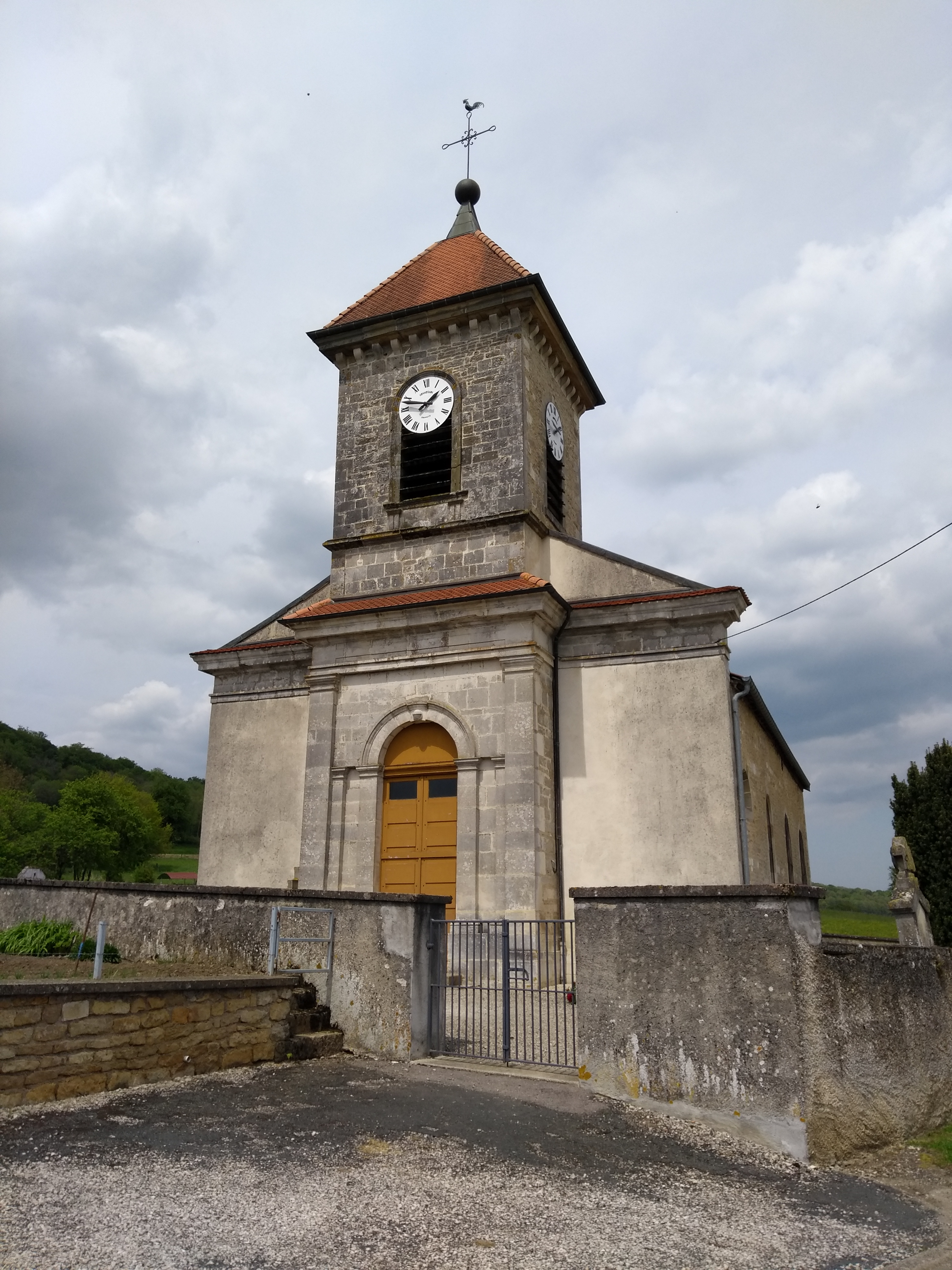
Kirche Saint-Gérard